# 5124 Muraoka
5124 Muraoka este un asteroid din centura principală de asteroizi.

## Descriere
5124 Muraoka este un asteroid din centura principală de asteroizi. A fost descoperit pe 4 februarie 1989 la Geisei de Tsutomu Seki. El prezintă o orbită caracterizată de o semiaxă mare de 2,26 ua, o excentricitate de 0,08 și o înclinație de 0,9° în raport cu ecliptica.